# 索特马尔切凯
索特马尔切凯（匈牙利語：Szatmárcseke）是匈牙利索博尔奇-索特马尔-拜赖格州所辖的一个村。总面积36.31平方公里，总人口1421，人口密度39.1人/平方公里（2011年1月1日）。